# Sini (scrittura)
Sini (dall'arabo صيني, Ṣīnī, "cinese") è uno stile calligrafico utilizzato in Cina per la scrittura araba. Può riferirsi a qualsiasi tipo di calligrafia araba cinese, ma è comunemente usato per riferirsi a uno con effetti spessi e affusolati come si vede nella calligrafia cinese. È ampiamente utilizzato nelle moschee della Cina orientale e, in misura minore, nel Gansu, Ningxia e Shaanxi. 
Un famoso calligrafo Sini è Hadji Noor Deen Mi Guangjiang.

## Galleria d'immagini

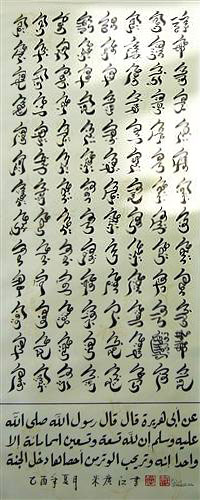
I nomi di Allah in cinese arabo (scrittura Sini)
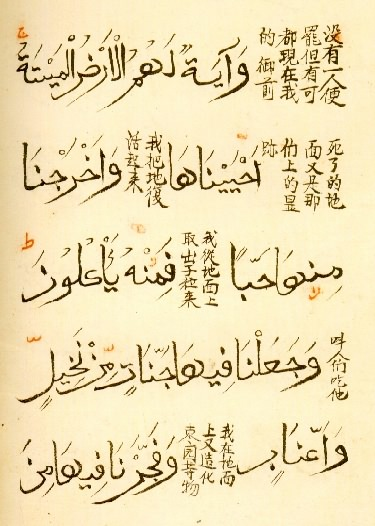
Corano cinese
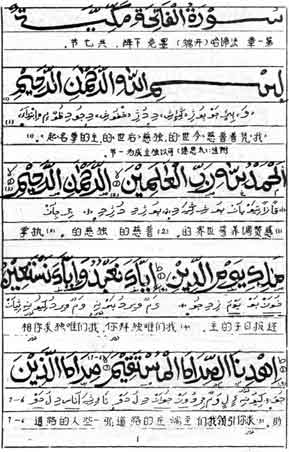
Corano con traduzione cinese registrato sia in arabo scritto di Xiao'erjing che cinese
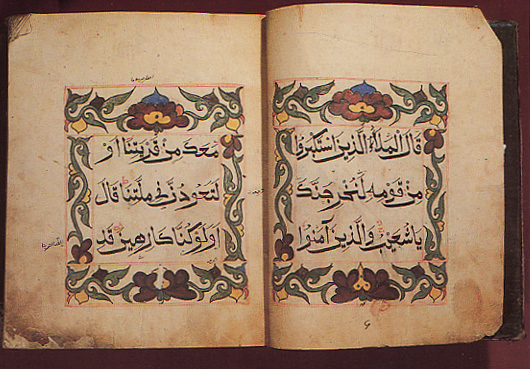
Manoscritto coranico in caratteri Sini
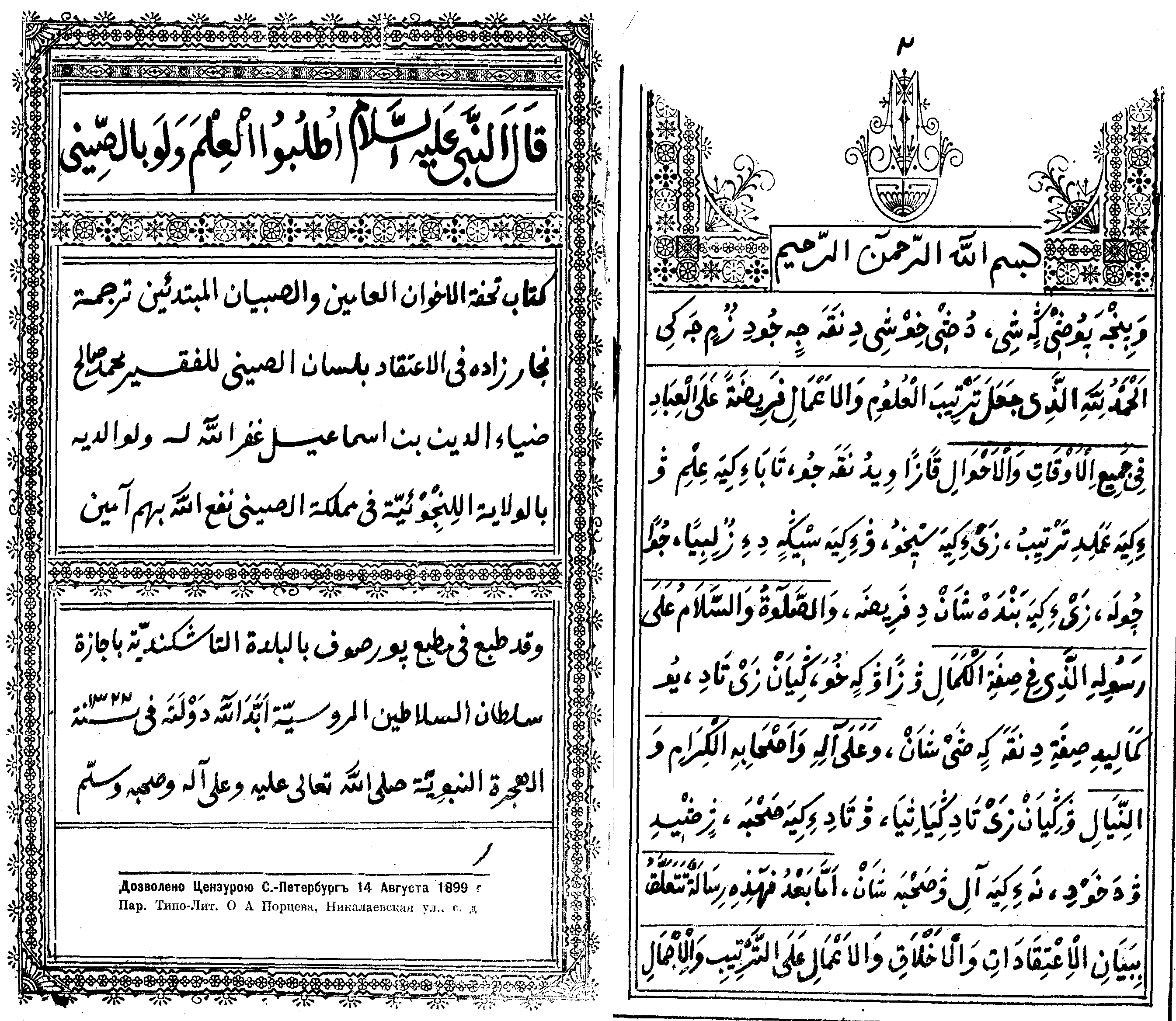
Un libro arabo sul rituale islamico, con una traduzione cinese parallela nella scrittura araba Xiao'erjing, pubblicato a Tashkent nel 1899
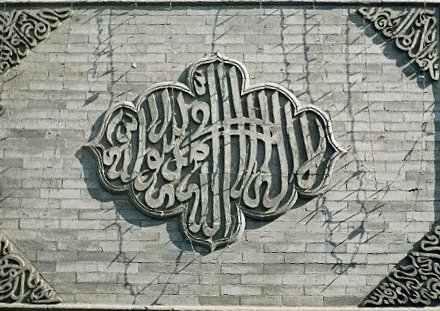
Calligrafia su una targa nella Grande Moschea di Xi'an in caratteri Sini
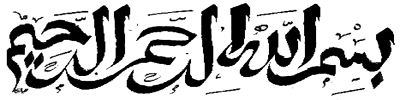
Un esempio di scrittura Sini
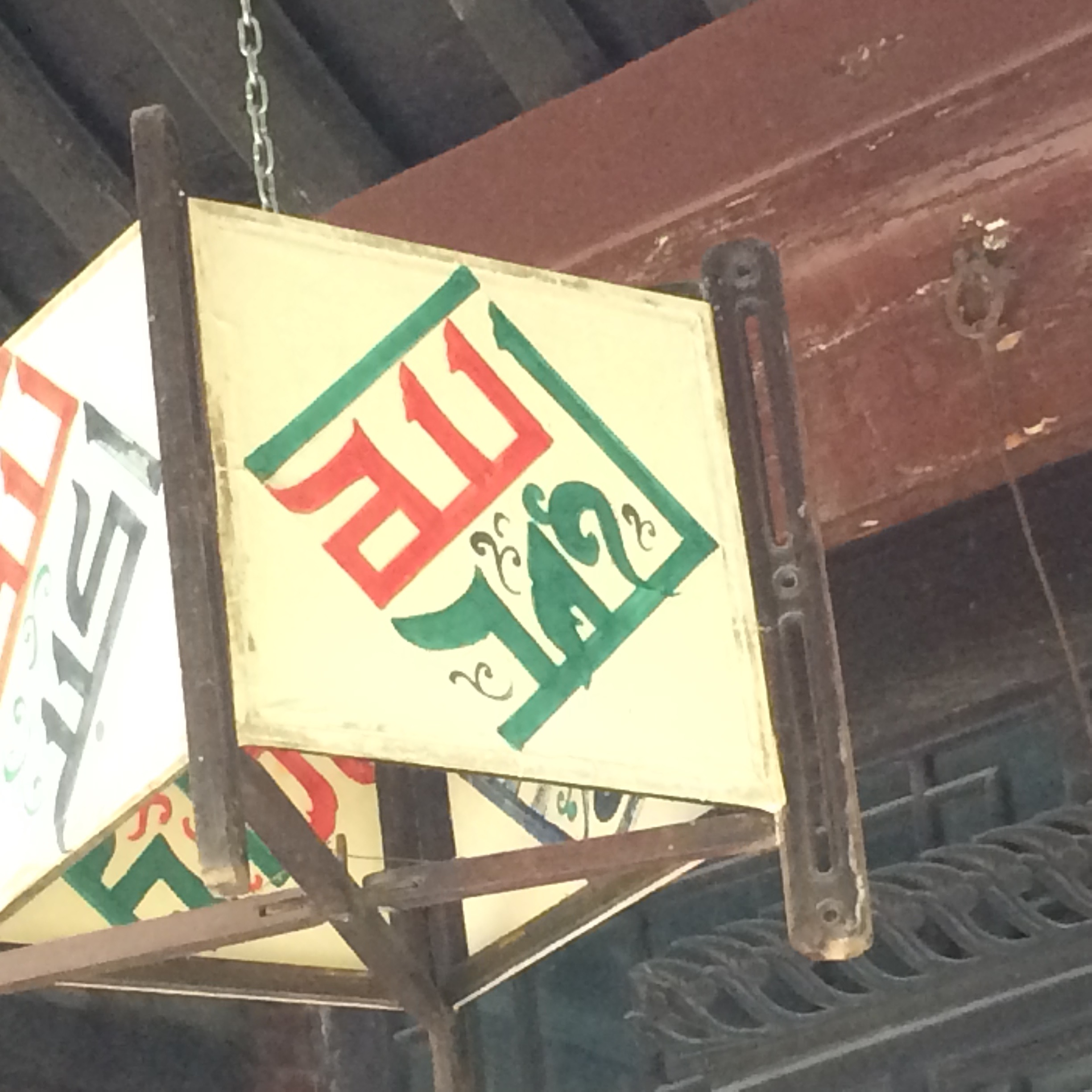
Taḥmīd ("Lode a Dio") in calligrafia araba in stile Ṣīnī nella Grande Moschea di Xi'an